# Белогоровка (Ульяновская область)
Белогоровка — опустевшая деревня Радищевского района в составе Радищевского городского поселения. 

## География
Находится на расстоянии примерно 7 километров по прямой на юго-запад от районного центра поселка Радищево.

## Население
Население составляло 6 человек в 2002 году (русские 100%), 0 по переписи 2010 года.